# Fari Foni Waati
Le Festival Fari Foni Waati (FFW), qui signifie « le temps des corps en mouvement » en bambara, est un festival international de danse contemporaine basé à Bamako, au Mali. Créé en 2016, la première édition s'est tenue en janvier 2017. C'est une plateforme pour la création, la formation et la diffusion de la danse contemporaine africaine. Le festival se distingue par ses deux grandes phases : une phase laboratoire consacrée à la recherche et à la création, et une phase festival dédiée aux représentations publiques.

## Un festival laboratoire
C'est en 2016, que l'association DE CEUX QUI, une association malienne fondée par la chorégraphe Naomi Fall et quelques camarades artistes, lance l'idée d'un festival qui serait à la fois un espace de création, de formation et un moment de présentation. Le Fari Foni Waati se tient pour la première fois en janvier 2017. L'ambition affichée  est de soutenir la jeune création africaine, de renforcer les compétences artistiques et de favoriser les échanges interculturels à travers la danse.
Le festival s'articule autour de deux temps forts. D'abord, il ya les laboratoires de création. Ils sont organisés sur plusieurs semaines en janvier, durant lesquels des danseurs sélectionnés travaillent sous la direction de chorégraphes invités pour creer des spectacles collectivement. Puis, il ya  la phase festival qui se tient à l’issue du laboratoire, et propose des spectacles, des performances en espace public et des rencontres professionnelles.

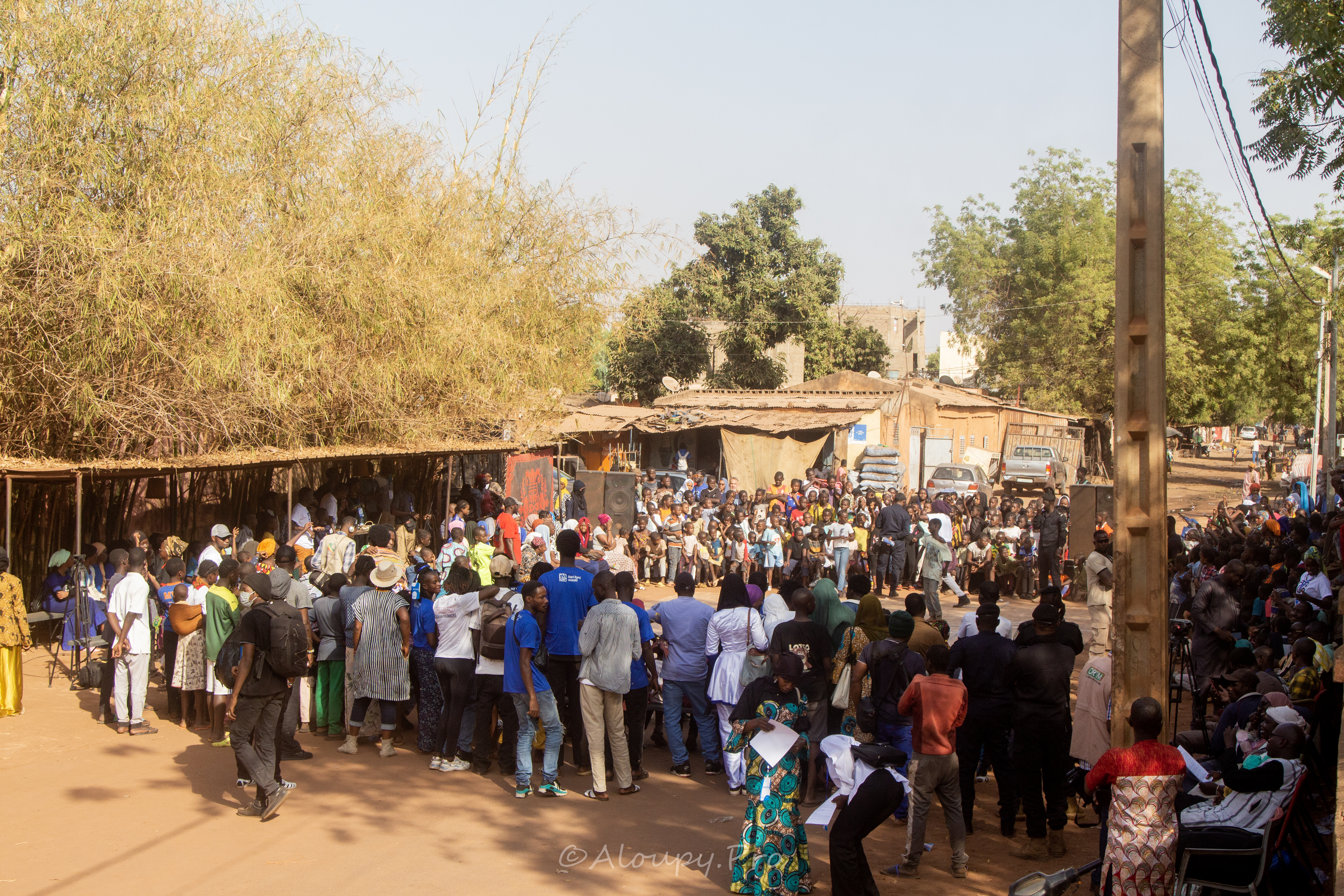
Ouverture du Festival en janvier 2025

Depuis, chaque année, FFW accueille des artistes venus de toute l'Afrique et au-delà, et offre aux jeunes créateurs une plateforme de professionnalisation rare sur le continent. Le festival se distingue également par sa volonté de lier danse contemporaine, questionnements sociaux, et renforcement du vivre-ensemble.

## Éditions

### 1ʳᵉ édition – Janvier 2017
La première édition du FFW s'est tenue en janvier 2017 à Bamako. Ce laboratoire artistique a réuni 16 danseurs venus du Bénin, du Burkina Faso, de Côte d’Ivoire, du Mali, du Sénégal et de France. Trois chorégraphes de renom ont dirigé les ateliers de création : Serge Aimé Coulibaly, Ben Fury et Auguste Ouédraogo. Les pièces produites, telles que PerformerS(Cie Auguste-Bienvenue), Le Cauchemar de Darwish (Ben Fury & Simon Thiérrée) et Goin’Down (Herman Diephuis & Naomi Fall), ont été présentées au public.

### 2ᵉ édition – Janvier 2018
Organisée au Complexe Culturel Blonba à Bamako, la deuxième édition a mis l’accent sur le dialogue entre danse contemporaine, théâtre et hip-hop. La phase festival  s'est déroulée les 20 et 21 janvier 2018 à Bamako. Les laboratoires ont accueilli 17 danseurs venus du Bénin, du Burkina Faso, de la Côte d'Ivoire, du Mali et du Togo, sous la direction  des chorégraphes invitées Nadia Beugré de la Côte d'Ivoire, la pionnière du hip-hop Bintou Dembélé et la Franco-Malienne Fatou Traoré et la musienne Margaret Hermant. Le programme comprenait des danses contemporaines, des battles hip-hop, du théâtre et des balani shows.

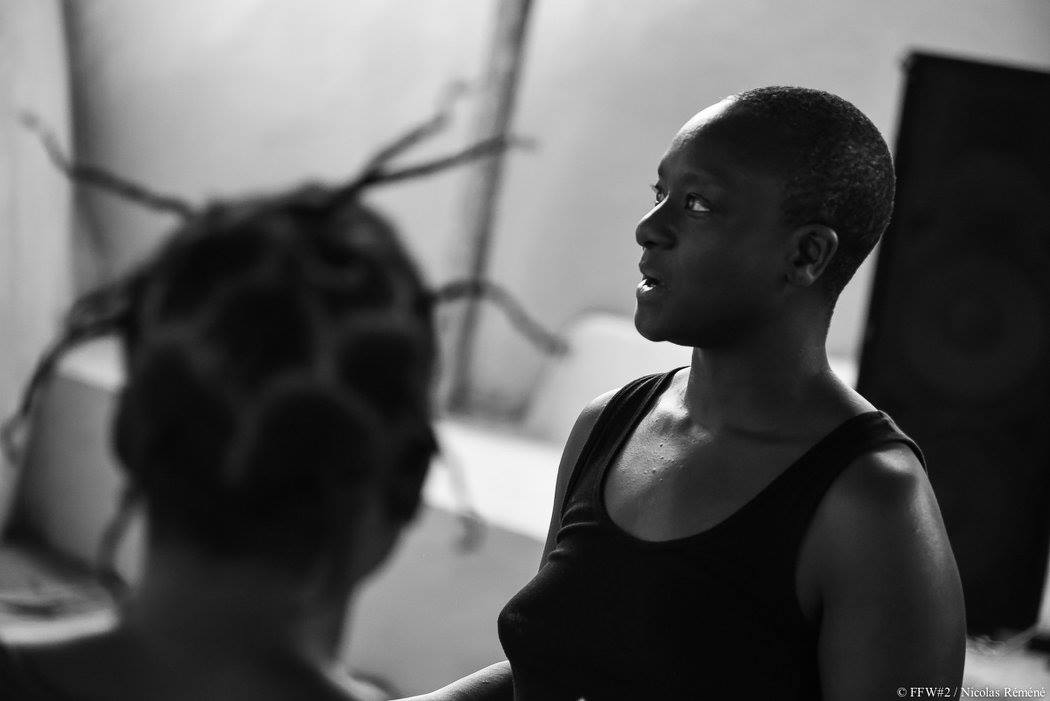
Bintou Dembélé en Laboratoire au Fari Foni Waati

### 3ᵉ édition – Janvier 2019
Le Fari Foni Waati 2019  a réuni des danseurs de huit pays de la sous-région sous la direction de trois chorégraphes internationaux qui ont dirigé les ateliers : Moya Michael (Afrique du Sud), Qudus Onikeku (Nigeria) et Taoufiq Izeddiou (Maroc). Les spectacles ont été présentés durant la phase festival les 26 et 27 janvier 2019, en plein air autour du Blonba et en salle, avec une programmation incluant des pièces des chorégraphes invités et des compagnies locales. Une "Dance Walk" a également été organisée de l’Institut national des arts.

### 4ᵉ édition – Janvier 2020
L'édition 2020 a été marquée par la participation des chorégraphes zimbabwéenne Nora Chipaumire, de Panaibra Gabriel Canda du Mozambique, Souleymane Ladji Koné du Burkina Faso et Souhail Marchiche de France, qui ont dirigé  les ateliers ont permis la création de nouvelles œuvres présentées lors du festival. Le festival a accueilli une dizaine performances d’artistes d’Afrique du Sud, Bénin, Burkina Faso, Cameroun, Côte d’Ivoire, France, Mali, Mozambique, Nigeria, Sénégal, Togo, USA et Zimbabwe,.

### 5ᵉ édition – Janvier 2021
En janvier 2021, le FFW a été le premier festival à se tenir au Mali après le confinement lié à la pandémie de COVID-19. La 5ème édition s'est tenu du 11 au 31 janvier au complexe culturel Blonba de Bamako. La phase festival, c'est-à-dire la présentation des spectacles s'est tenue du 30 au 31 janvier en rue aux alentours du Blonba et en salle. Trois chorégraphes internationaux ont dirigé des ateliers de création avec 16 danseurs professionnels ou semi-professionnels vivant au Mali. Parmi eux, Alesandra Seutin (Belgique/Royaume-Uni/Sénégal), chorégraphe et co-directrice de l’école des sables au Sénégal, a créé la pièce Yiri Souma. Il y'avait aussi  Simon Thierrée (France) et Naomi Fall (États-Unis), présidence et fondatrice du Festival.

### 6ᵉ édition – Janvier 2022
L'édition 2022 a mis l'accent sur la professionnalisation des artistes émergents. Le festival a lancé le Programme Global sur la professionnalisation des artistes, qui offre un accompagnement artistique et professionnel aux jeunes talents. Trois jours de festival 28, 29 et 30 janvier 2022 qui s'ouvre avec (In)sécure de Kadidja Tiemanta du Mali et Carmélita Siwa du Benin. Les chorégraphes invités sont Ismail Kanouté et Aida Colmero Diaz, qui ont travaillé en laboratoire avec 7 danseurs du Mali, 3 danseurs de la Côte d'Ivoire, du Ghana et Rwanda.

### 7ᵉ édition – Janvier 2023
La phase festival de la  septième édition s'est tenue les 28 et 29 janvier 2023 au Complexe culturel Blonba, après trois semaines de laboratoires qui ont rassemblé 21 jeunes artistes venus du Mali, du Sénégal, de la Côte d’Ivoire, du Burkina Faso, du Burundi, de la Tanzanie, du Mozambique et du Kenya. Les professionnels qui ont dirigé les ateliers de création étaient , Wanjiru Kamuyu (Kenya/États-Unis) et Horacio Macuacua (Mozambique). La chorégraphe internationale Wanjiru Kamuyu a travaillé sur des œuvres accessibles aux publics malentendants et deux danseurs malentendants formés par la compagnie Famu Danse qui ont été intégré au laboratoire,.

### 8ᵉ édition – Janvier 2024
Avec une phase festival qui s'est tenu du 27 au 28 janvier 2024, le Fari Foni Waati édition 8 a commencé par  une nouvelle direction artistique composé de Kadidja Tiemanta, danseuse et chorégraphe malienne, et Christian Romain Kossa, chorégraphie performeur ivoirien. Pour cette édition, les chorégraphes internationaux sont Abdoulaye Konaté (Côte d’Ivoire/France), Selim Ben Safia et son assistant Marwène Errouine (Tunisie), et Lassina Koné (Mali).

### 9ᵉ édition – Janvier 2025

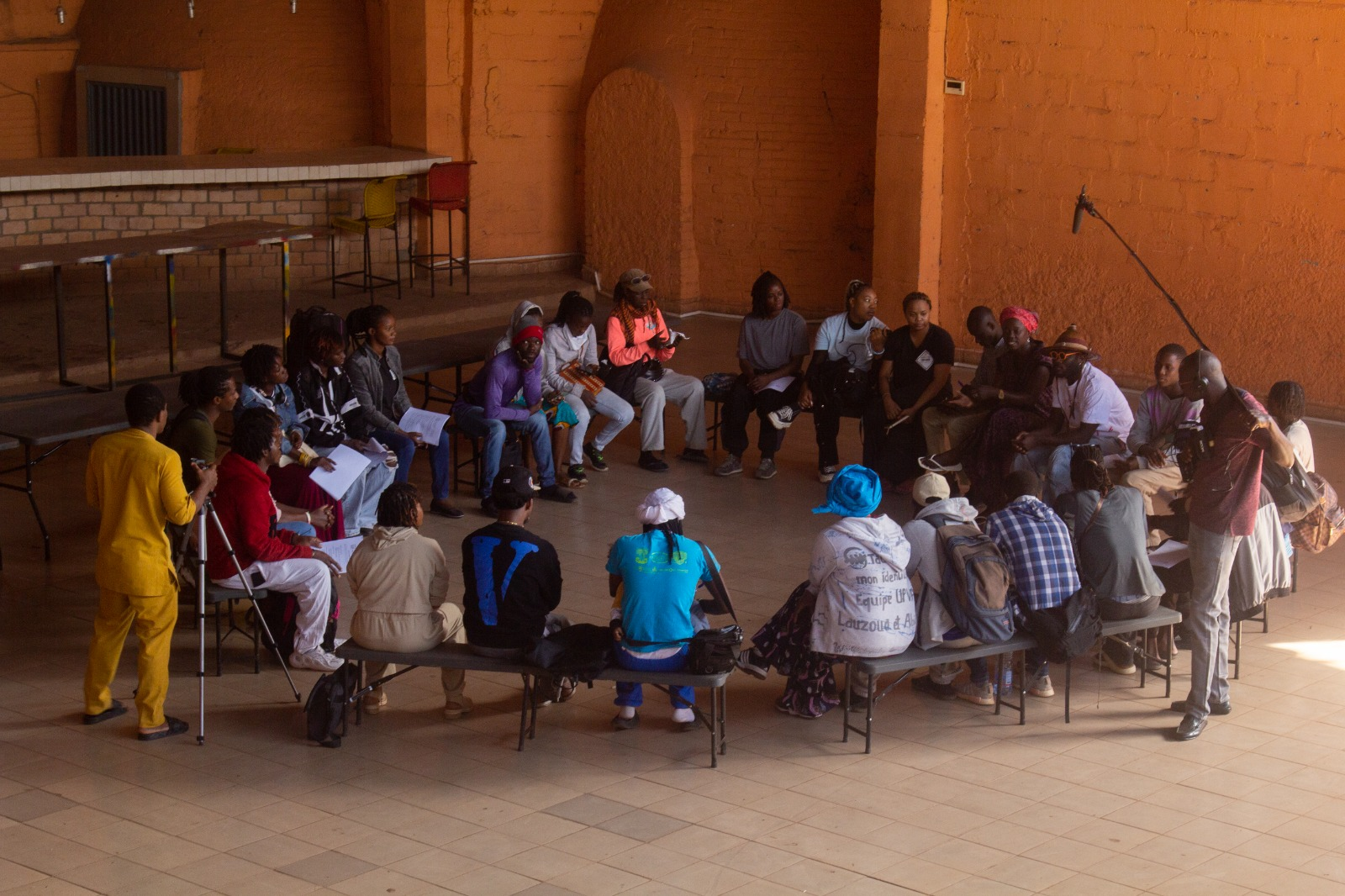
Accueil des danseurs et chorégraphes à Bamako pour l'édition 9 du Fari Foni Waati.

L'édition 2025 commence le 6 janvier, par les laboratoire qui accueille 20 danseurs, et se termine par la phase festival  les 25 et 26 janvier, met un accent particulier sur la parité et la représentation des femmes, avec une sélection de chorégraphes 100% féminine. Les trois femmes chorégraphes invitées  pour diriger les laboratoire sont Fatou Cissé (Sénégal), directrice artistique de la ville en mouvement ; Salamata Kobré (Burkina-Faso), créatrice de Djoussou Kouman et Moon et enfin Aoussou Dett-Man (Côte d’Ivoire/Allemagne), directrice du festival ‘’Un Pas Vers l’Avant (UPVA)’. En plus des spectacles créés durant les laboratoire, trois spectacles majeurs sont présentés : Ici c’est pas la paroisse d’Ange Aoussou, Mangeuses d’âmes de Salamata Kobré et Performance D de Fatou Cissé. L'édition 2025 du Festival ouvre la voie à une nouvelle gouvernance avec Kadidja Tiemanta qui devient Directrice Générale de l'association De Ceux Qui (DCQ) et du festival, Christian Kossa, est Directeur Artistique et Technique, Wilfried Sanwidi, nommé Directeur Administratif et Production.